# Holvik
Holvik is een plaats in de Noorse gemeente Kinn, provincie Vestland. Holevik telt 335 inwoners (2007) en heeft een oppervlakte van 0,25 km².